# Lathum

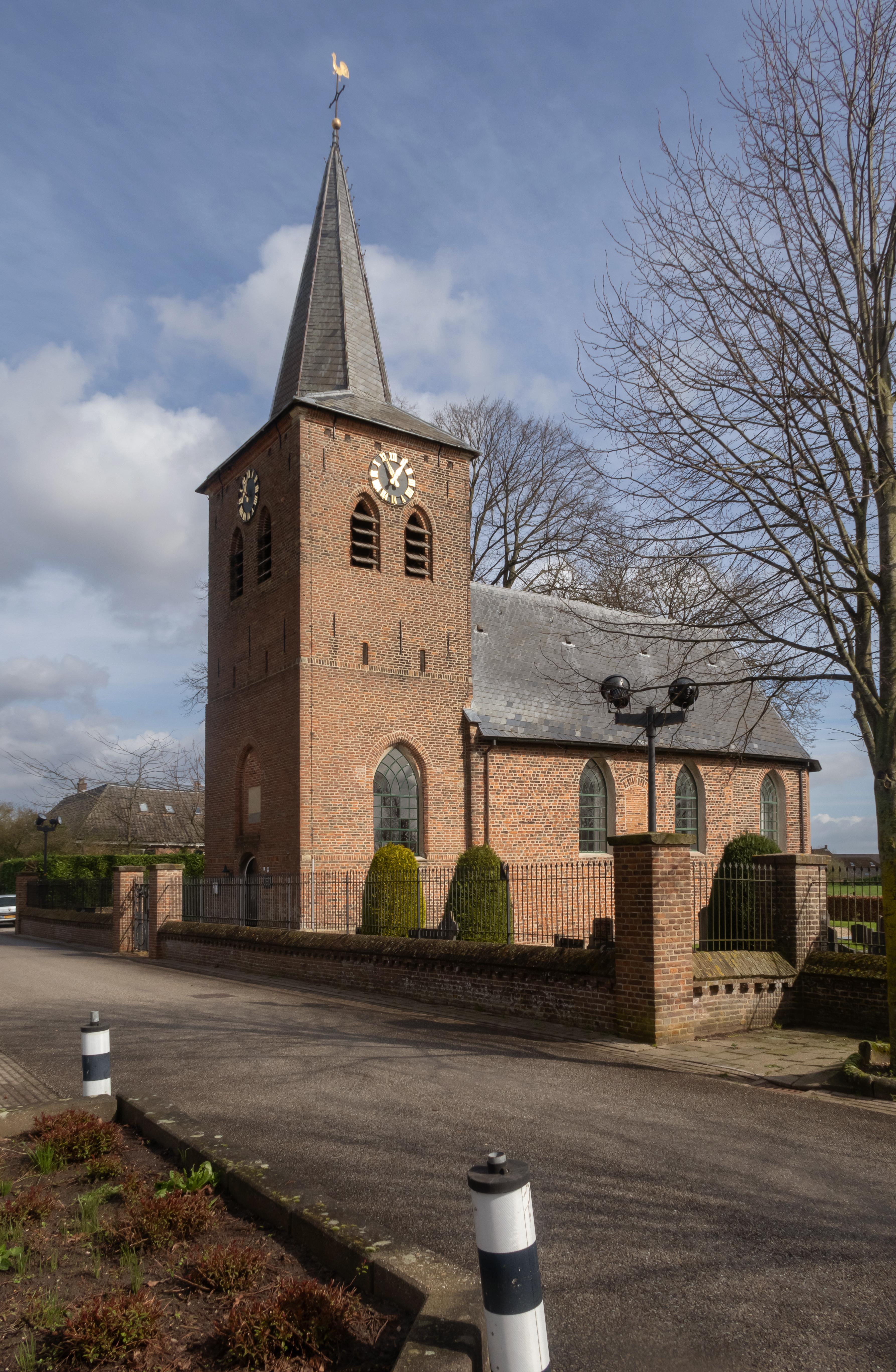
Reformierte Kirche in Lathum (2024)

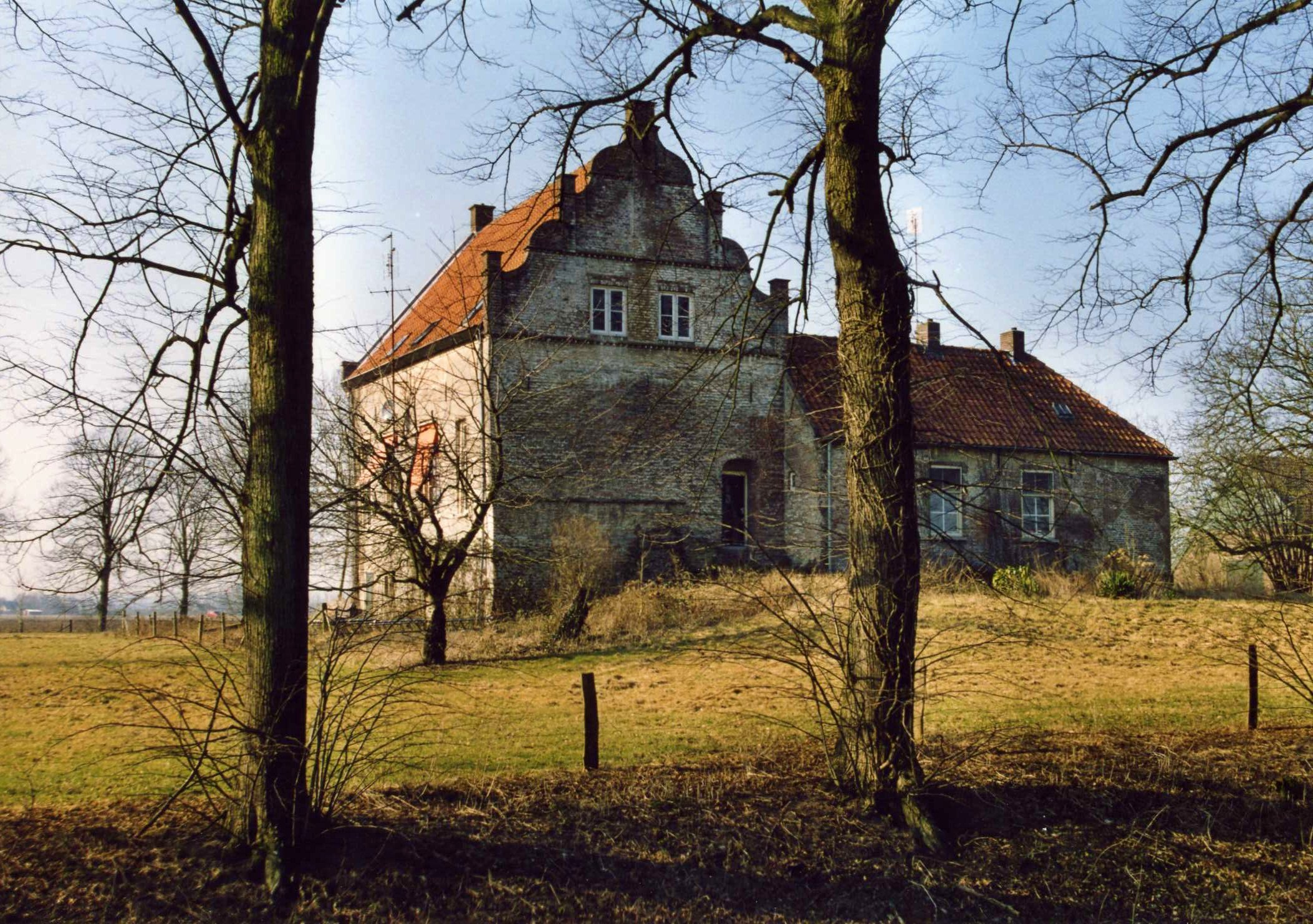
Huis Lathum – Außenansicht nach Westen (2012)

Lathum (niedersächsisch Laotem; früher auch Lathem, Laten und Latem genannt) ist ein Dorf in der Gemeinde Zevenaar in der niederländischen Provinz Gelderland. Es liegt am Provinzialweg N 338 von Westervoort nach Doesburg. Das Dorf liegt auch am Ufer der IJssel und zwischen der Autobahn A 12 und der Rhederlaag/Lathumse plas. Erwähnt wird ein „Haus zu Lathum“ (niederländisch Huis te Lathum) bereits im Mittelalter, erstmals im Jahr 1355.

## Geschichte
Im Spätmittelalter gehörte Lathum zur Bannerij van Bahr en Lathum, einer Bannerherrschaft in der Grafschaft Zutphen im Herzogtum Geldern. Die Herren von Baer (Bahr) und die 1227 erstmals erwähnten Herren von Lathum waren ursprünglich wohl eines Stammes. 1413 wurden die van Montfoort Herren von Lathum. Später kam das Rittergut in Lathum durch Heirat an die von Baer auf Bahr, weshalb sie 1471 zu einer Herrschaft vereinigt wurden.

### Die Herren von Lathum
- 1227: Eyle van Lathum[4][5]
- 1243: Wenemar van Lathum (Verbindungen zu den Herren von Didam möglich)
- 1295–1311: Hendrik van Lathum
- 1311–1338: Frederik van Lathum
- 1338–1356: Hendrik van Baer, Herr von Lathum
- 1356–1385: Walraven van Baer, Herr von Lathum
- 1385–1386: Aleid, Frau von Lathum
- 1386–1410: Frederick van Baer, Herr von Lathum
- 1413–1434: Willem van Montfoort, Herr von Lathum
- 1434–1461: Oda van Montfoort, Frau von Lathum

Mit der Gemeindereform vom 1. Januar 2005 wurde die nördlich gelegene Gemeinde Angerlo am südlichen Ufer der IJssel mit Angerlo und den Kirchdörfern Giesbeek und Lathum sowie den Bauerschaften Bahr und Bingerden aufgelöst und Teil der Gemeinde Zevenaar. Lathum ist heute ein Ort mit ca. 750 Einwohnern.
Seit 2011 findet am Ufer des Sees das Großevent Dreamfields Festival statt.

## Das Wappen von Lathum
Das Wappen von Lathum ist – genau wie das von Bahr – ein roter Scheunenbalken (ein „Bahr“ – Barren, Balken) auf goldenem Hintergrund.

## Monumente
Lathum hat zwei Bauwerke, die in der Geschichte der Region eine Rolle spielen. Über das Haus zu Lathum (Huis te Lathum) wurde 1355 erstmals geschrieben. Das heutige Herrenhaus steht auf einer leichten Erhebung, an der sich noch der Hügel der ursprünglichen Motte (Turmhügelburg) ablesen lässt.
Die reformierte Kirche (Hervormde Kerk) stammt aus dem 13. Jahrhundert und wurde durch den Schriftsteller Jan Siebelink in seinem Roman Knielen op een bed violen (2005) beschrieben als der blaue Glockenturm (de blauwe klokkentoren).